# Borboropactus hainanus
Borboropactus hainanus là một loài nhện trong họ Thomisidae.
Loài này thuộc chi Borboropactus. Borboropactus hainanus được Da-xiang Song miêu tả năm 1993.